# Zoran Marojević
Zoran Marojević (Matulji, 27 de abril de 1942) é um ex-basquetebolista croata que integrou a Seleção Iugoslava que conquistou a medalha de ouro disputada nos XIV Jogos Olímpicos de Verão realizados na Cidade do México em 1968.